# Kloster Neunburg vorm Wald

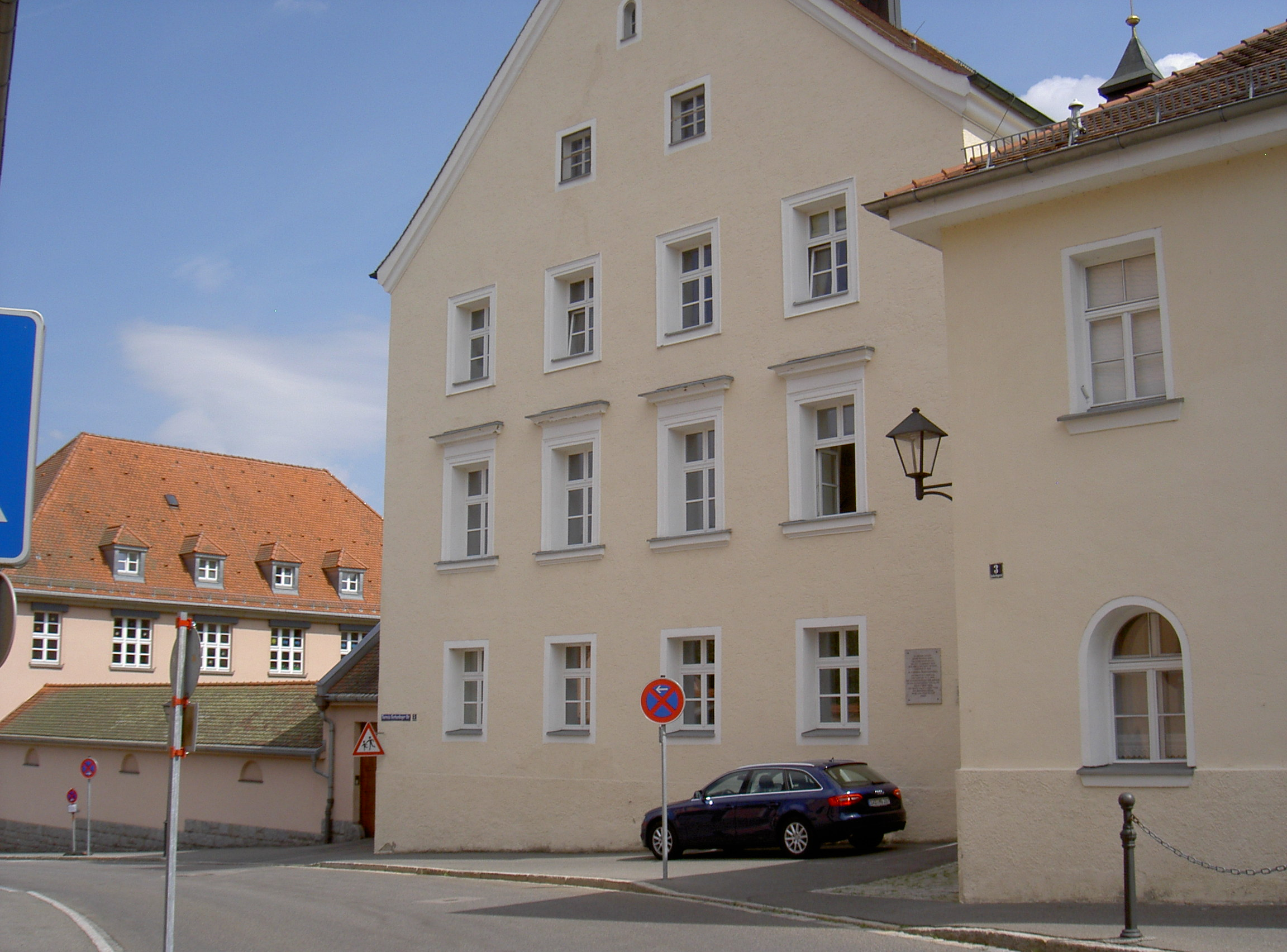
Kloster Neunburg vorm Wald

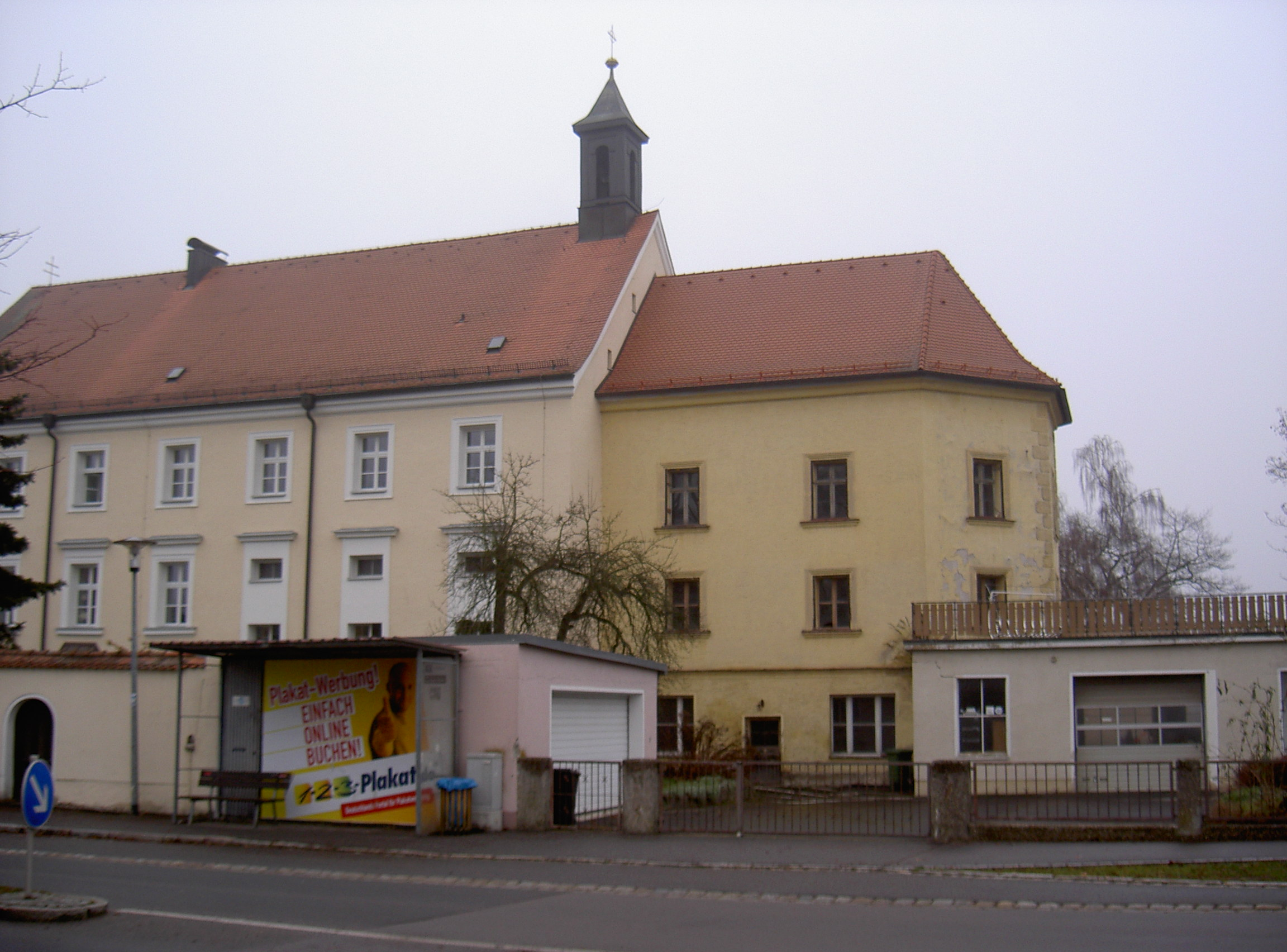
Klosterkirche mit säkularisierter Apsis (rechts)

Das Kloster Neunburg vorm Wald ist ein ehemaliges Franziskanerkloster und Gründungshaus des Ordens der Armen Schulschwestern in der bayerischen Stadt Neunburg vorm Wald im Bistum Regensburg.

## Geschichte

### Ehemaliges Franziskanerkloster
Das dem Franziskus Seraphicus geweihte Kloster wurde 1722 durch Kurfürst Maximilian II. Emanuel von Bayern auf Bitten der Bürger von Neunburg gegründet. Es war vor allem die Familie des ortsansässigen Landgerichtsverwalters Balthasar Bachmayer († 1716), „des Ordens grosser Liebhaber und Huetthatter“, dessen Sohn Anselm Franziskanerpater in Cham war und der dann erster Guardian in Neunburg werden sollte. Die Familie hatte auch ihr Haus für das zu gründende Hospiz zur Verfügung gestellt. Erst Hospitium, wurde es ab 1725 zum Konvent. Als Kirche wurde den Franziskanern vorerst die 1601 erbaute Friedhofskirche St. Jakob zur Verfügung gestellt und als Klostergebäude bekamen sie die 1719 aufgelassene Reiterkaserne. Hier begannen sie bald mit dem Neubau einer Kirche, die 1725 fertiggestellt war. Der Konvent wuchs auf eine stattliche Größe an, 1762 waren hier 16 Patres und 9 Laienbrüder. Es wurde auch eine Brauerei betrieben, die von den späteren Nachfolgern bis zum Beginn des Ersten Weltkrieges weitergeführt wurde. Die Patres unterstützten den Stadtpfarrer durch Predigten, Abnahme der Beichte und dem Spenden der Kommunion, zahlreich waren auch die von ihnen durchgeführten Wallfahrten und Prozessionen. Sie hatten auch die „Seelenführung“ im benachbarten Dominikanerinnenkonvent Schwarzhofen übernommen.
Das Kloster wurde 1802 im Zuge der Säkularisation in Bayern aufgelöst. Um keine Unruhe in der Bevölkerung auszulösen, mussten die Mönchen vor Tagesanbruch die Stadt in Richtung des Zentral- oder Sterbeklosters Neuburg an der Donau verlassen. Kirche, Kloster und Einrichtungsgegenstände wurden verkauft. Der Altarraum der Kirche wurde an das Nachbargrundstück verkauft, sodass der heutige Altar im Langhaus steht und der Altarraum durch eine Wand vom Langhaus getrennt ist, im Chor der Kirche wurde eine Apotheke bzw. ein Wohnhaus eingerichtet. Mehrere Klostergebäude wurden 1926 abgebrochen und an deren Stelle wurde später eine Mädchenschule errichtet.

### Kloster der Armen Schulschwestern
Die Lehrerin Karolina Gerhardinger gründete 1833 in Neunburg vorm Wald den Orden der Armen Schulschwestern von unserer lieben Frau.
Da der Magistrat ihres Geburtsortes Stadtamhof aus finanziellen Erwägungen gegen eine Klostergründung war, zog Karolina Gerhardinger am 24. Oktober 1833 mit zwei Gefährtinnen nach Neunburg vorm Wald, um dort ein gemeinsames klösterliches Leben zu führen. Nach anfänglichen Schwierigkeiten gab König Ludwig I. von Bayern (1786–1868) im März 1834 die landesherrliche Genehmigung des klösterlichen Instituts.
Am 16. November 1835 legte Karolina Gerhardinger in der St. Galluskapelle zu Regensburg die zeitliche Profess ab. Dabei nahm sie den Ordensnamen Maria Theresia von Jesus an und wurde Oberin des neugegründeten Instituts Mutter Theresia.
Wie schon in Stadtamhof, wurde auch in Neunburg vorm Wald die von ihr geführte Schule durch ihr ganzheitliches erzieherisches Konzept als „Musterschule“ bekannt. Die Lehrpläne umfassten bereits modernen Anschauungsunterricht, hauswirtschaftliche und kaufmännische Fächer, Fremdsprachen, musische Bildung und Turnen.
Bald erkannte Karolina Gerhardinger, dass das kleine Kloster in Neunburg vorm Wald ihrer wachsenden Gemeinschaft auf Dauer nicht als Mutterhaus dienen konnte. Das frühere Kloster der Klarissen am Anger in der Landeshauptstadt München entsprach eher ihren Vorstellungen für die Ausbildung der jungen Schwestern. 1843 überließ ihr König Ludwig I. das Angerkloster – unter Vorbehalt des Staatseigentums und der Verpflichtung des Instituts zur Übernahme der Kosten für die Renovierung. Im selben Jahr gründete sie die Vorläufereinrichtungen der späteren Fachakademie für Sozialpädagogik der Armen Schulschwestern von unserer Lieben Frau.
Das Kloster Neunburg vorm Wald blieb weiterhin eine wichtige Institution innerhalb des Ordens.

### Gegenwart
Im Klostergebäude in Neunburg befindet sich zum größten Teil das Theresia–Gerhardinger–Haus, eine Kindertagesstätte mit Kinderkrippe, Kindergarten und Hort. Teile des Klostergebäudes dienen nach wie vor als Kloster für den Orden der armen Schulschwestern. In der renovierten Klosterkirche finden regelmäßig Gottesdienste und Konzerte statt.

## Bilder

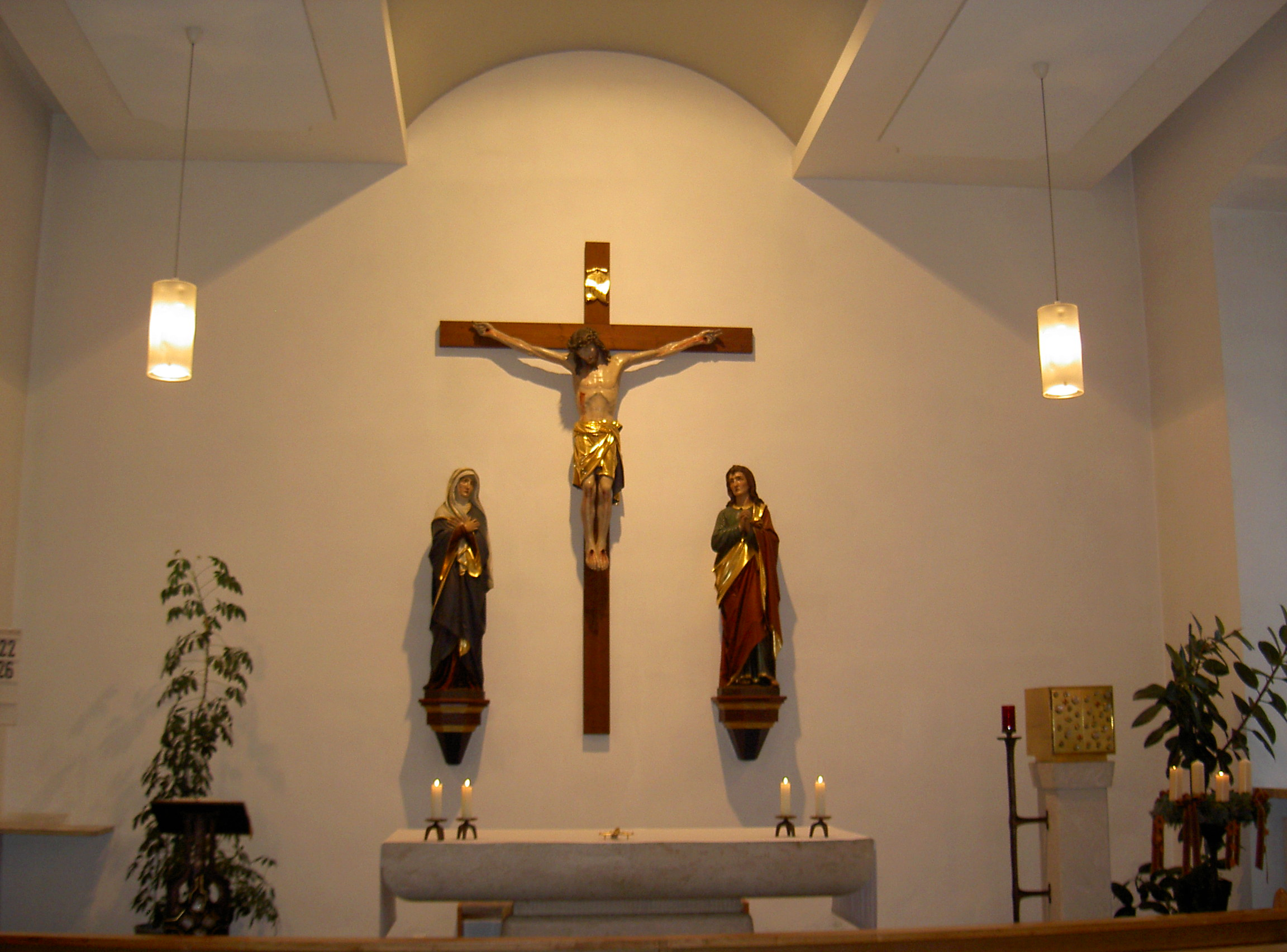
Altar der Klosterkirche
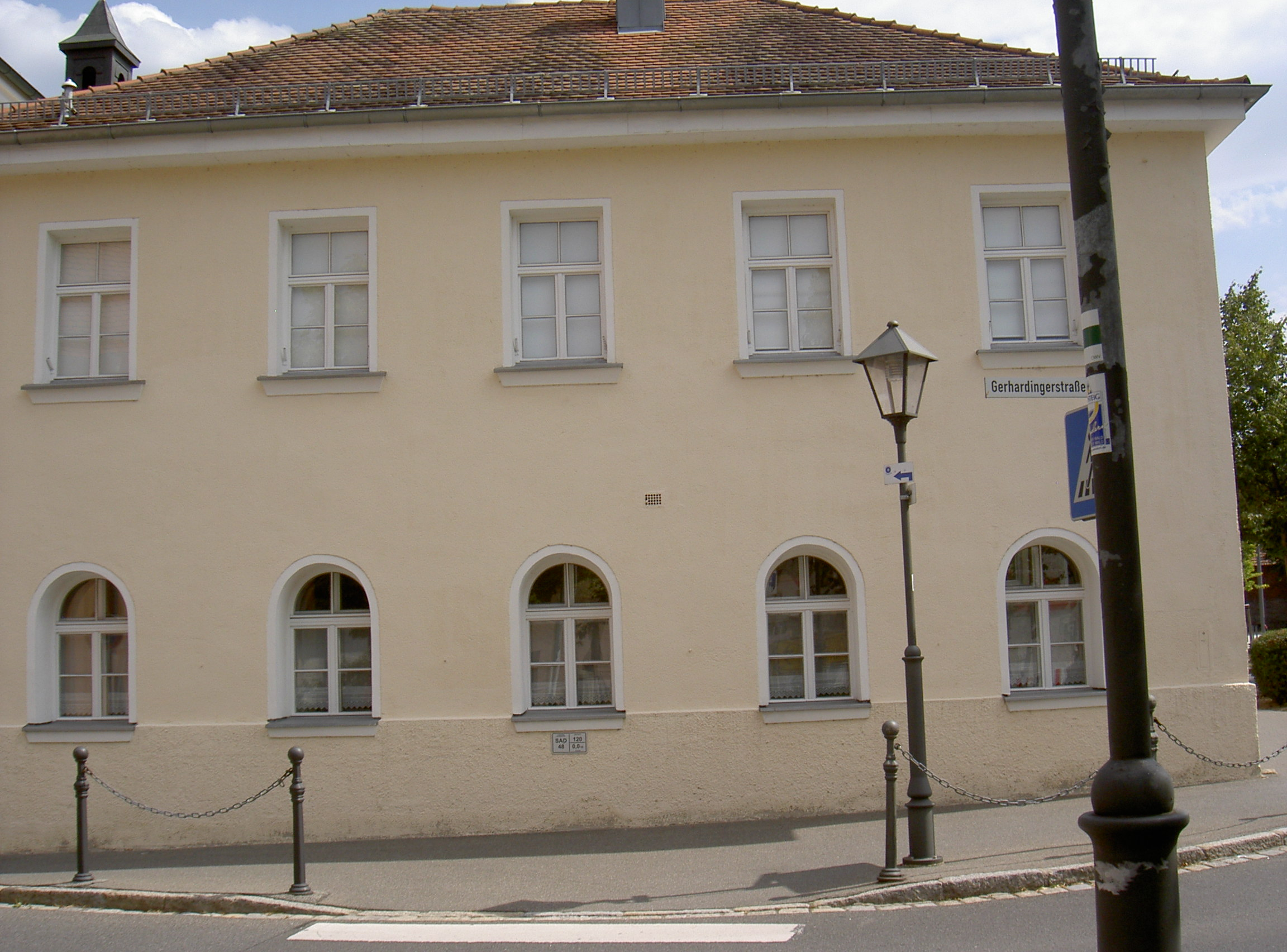
Kloster Neunburg vorm Wald
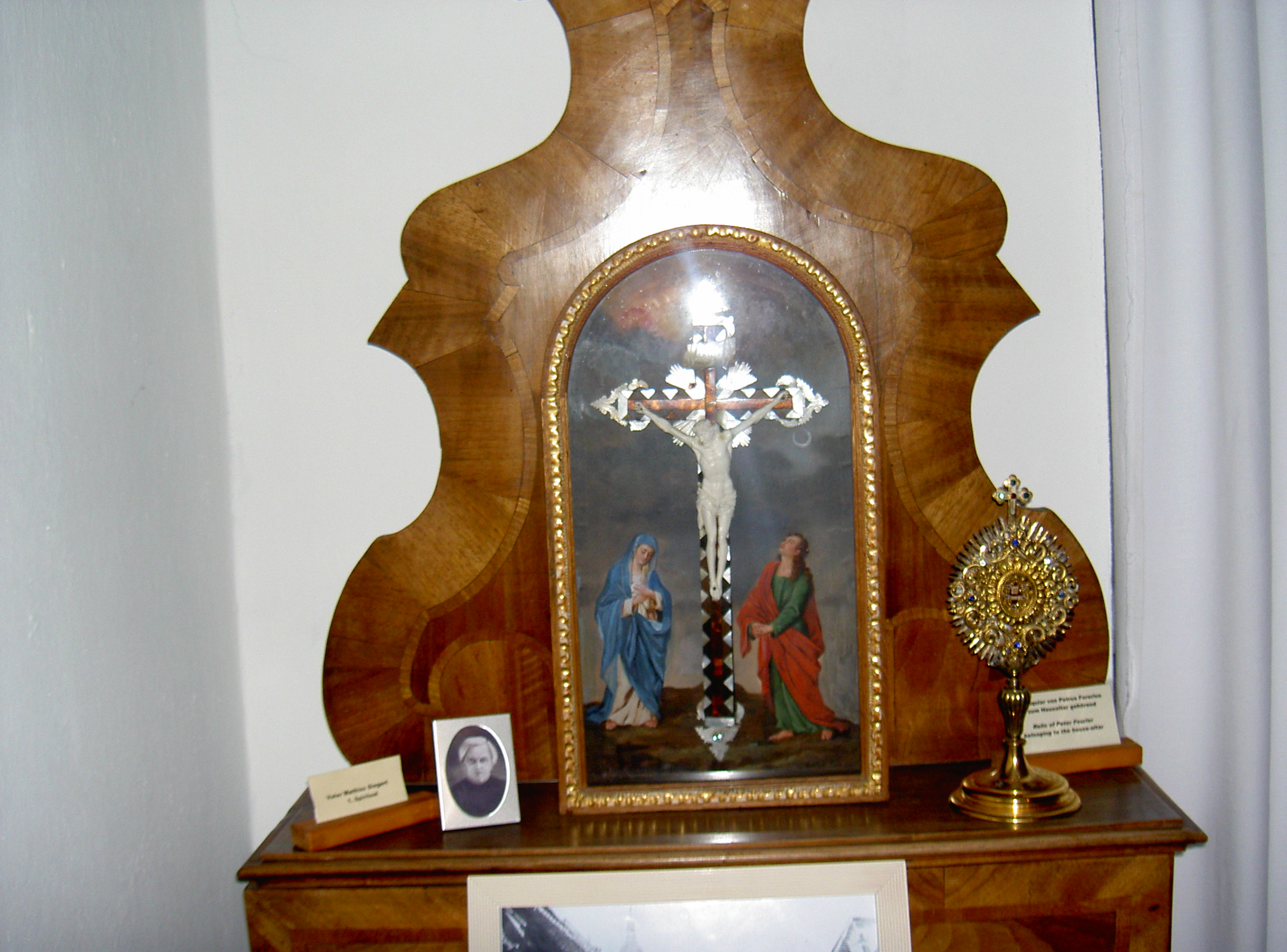
Barocker Altaraufsatz im Theresia Gerhardinger Haus